# معهد الكتاب الأوكراني
معهد الكتاب الأوكراني (بالأوكرانية: Украї́нський інститу́т кни́ги) هي مؤسسة حكومية تابعة لوزارة الثقافة في أوكرانيا.
اِسْتُحْدِثَ لتشكيل سياسة الدولة في صناعة الكتاب، وتشجيع قراءة الكتب في أوكرانيا، ودعم نشر الكتب، وتشجيع أنشطة الترجمة، وتعميم الأدب الأوكراني في الخارج.

## التأسيس
تأسس معهد الكتاب الأوكراني في عام 2016.

## المدراء
كان روستيسلاف سيمكيف أول مدير «بالإنابة» للمؤسسة، وفي يونيو 2017، كان للمعهد مديرة «رسمية» - تاتيانا تيرين. تمكنت من إرساء الأُسس النشاطية فيها: إعداد الوثائق وتنظيم ظروف العمل. بعد ستة أشهر، غادرة تيرين. قبل انتخاب المدير التالي، سيرجي ياسينسكي، ثم رسلان ميرونينكو، الذي يؤدي مهام رئيس المعهد.
وفقًا لنتائج المنافسة الجديدة التي أقيمت في 26 يوليو 2018، كان الفائز هي أوليكساندرا كوفال، مديرة منظمة «منتدى الناشرين» غير الحكومية. بدأت العمل مديرة بالإنابة في 10 أكتوبر 2018. في 12 ديسمبر، عُيينت أوليكساندرا كوفال رسميًا في هذا المنصب.